# Gazel

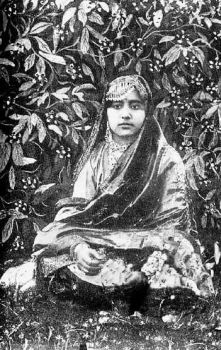
Malika Pukhraj, wybitna śpiewaczka ghazali

Gazel (gazela, ghazal, gazal) – liryczny utwór poetycki, znany przede wszystkim w literaturze perskiej, głównie rozwinięty w języku urdu; monorytmiczny i monorymiczny, składa się z 4–15 bajtów (bejtów) czyli podwójnych półwersów, zwanych także sher, z których każdy stanowi osobną całość. W ostatnim bajcie często wymieniony przydomek literacki autora. Mistrzem gazel w języku perskim był Hafez, XIV-wieczny najwybitniejszy poeta perski, mistrz opisów przyrody i miłości („Gazele wybrane Hafiza” 1957). W języku urdu za mistrza gazel uchodzi Mirza Ghalib (Mirza Asadullah beg Khan, 1797–1869).
Formą tą rządzą następujące reguły:

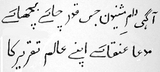
Ghazal w urdu autorstwa Ghaliba

1. Beher: czyli powtarzalnego w każdym dystychu tego samego metrum.
2. Radif: czyli refrenu; w każdym kuplecie (z wyjątkiem pierwszego, o czym za chwilę) drugi wers musi się kończyć tym samym wyrazem lub frazą, co do zasady musi być dokładnym powtórzeniem wyrazu lub frazy w tej samej formie gramatycznej.
3. Qaafiyaa (kaafijaa): czyli monorymu, który powtarza się przez cały gazel; rym ten występuje w każdym drugiem wersie każdego dystychu i poprzedza bezpośrednio radif.
4. Matla: matlą nazywa się pierwszy dwuwers, różni się on od pozostałych formalnie tym, że radif powtarza się w nim na końcu każdego wersu.
5. Maqta (makta): czyli koniecznego odwołania się do autora ghazala, które musi wystąpić w ostatnim dwuwersie, jako podanie jego imienia lub pseudonimu, wprost, albo metaforycznie.

## Znani śpiewacy gazeli
- Rafique Shaikh
- Yateesh M. Acharya
- Salma Agha
- Begum Akhtar
- Najma Akhtar
- Ghulam Ali
- Malini Awasthi
- Talat Aziz
- Iqbal Bano
- Munni Begum
- Asha Bhosle
- Sabri Brothers
- Abhirup Chakrabarty
- Hussain Bux Gullo
- Hariharan
- Mehdi Hassan
- Anup Jalota
- Ataullah Khan
- Cassius Khan
- Ghulam Abbas Khan
- Nusrat Fateh Ali Khan
- Ustad Sarwat Hussain Khan(Bhopal)
- Late Ustad Rahat Ali Khan(Gorakhpur)
- Farida Khanum
- Runa Laila
- Master Madan
- Talat Mahmood
- Lata Mangeshkar
- Penaz Masani
- Habib Wali Mohammad
- Ustad Sakhawat Hussain Khan Nishat(Rampur)
- Nayyara Noor
- Noorjehan
- Shishir Parkhie
- Abida Parveen
- Anuradha Paudwal
- Malika Pukhraj
- Alhaj Muhammad Owais Raza Qadri
- Mohammad Rafi
- Pt Vitthal Rao
- Reshma
- Rochana
- Mohammad Hussain Sarahang
- Mohammad Reza Shajarian
- Bhupinder Singh & Mitali Singh
- Chitra Singh
- Jagjit Singh & Chitra Singh
- Jasvinder Singh
- Tahira Syed
- Manhar Udhas
- Pankaj Udhas
- Ghanshyam Vaswani
- Ahmad Wali
- Kiran Ahluwalia

## Gazele w literaturze europejskiej
Gazele były naśladowane przez poetów europejskich, zwłaszcza przez romantyków, w tym przez najwybitniejszego słoweńskiego poetę France Prešerena. Również Johann Wolfgang Goethe naśladował formę gazelu w tomie Dywan Zachodu i Wschodu. Przykładem jest wiersz In tausend Formen....:
In tausend Formen magst du dich verstecken,
Doch, Allerliebste, gleich erkenn' ich dich;
Du magst mit Zauberschleiern dich bedecken,
Allgegenwärt'ge, gleich erkenn' ich dich.

An der Zypresse reinstem, jungem Streben,
Allschöngewachsne, gleich erkenn' ich dich;
In des Kanales reinem Wellenleben,
Allschmeichelhafte, wohl erkenn' ich dich.

Wenn steigend sich der Wasserstrahl entfaltet,
Allspielende, wie froh erkenn' ich dich;
Wenn Wolke sich gestaltend umgestaltet,
Allmannigfalt'ge, dort erkenn' ich dich.

## Film
- Śpiewane gazele można usłyszeć w indyjskim filmie z 1999 roku Sarfarosh i w 1971 z 2007 roku.